# Зона очікування

Стандартна схема зони очікування. Показані вектори входу (зеленим), навігаційний орієнтир (червоним) та трек самої схеми (синім)

Зóна очíкування (ЗО) (англ. holding) є маневром в авіації з метою витримування повітряного судна в режимі польоту в певному авіапросторі.
Згідно законодавства України ЗО ― це повітряний простір встановлених розмірів, розташований, як правило, над радіонавігаційною точкою, призначений для очікування повітряним судном своєї черги підходу до аеродрому, заходу на посадку або для подальшого виконання завдання

## Сутність
Схемою очікування для бортів в режимі інструментального польоту є режимом колового руху з прив'язкою до радіонавігаційної точки (англ. holding fix). Ця точка може бути радіомаяком (NDB або VOR) і є пунктом входу на коло. Судно летітиме на точку, після чого слідуватиме потрібній схемі обертання. Типова колова (насправді ― еліптична) схема здійснюється за годинниковою стрілкою і триває 4 хв (по хвилині ― на кожен з двох розворотів 180° і кожен з двох польотів по прямій). Відхилення від заданої схеми може мати місце в разі прогнозування значних затримок; в такому разі ймовірне призначення довших прямих відрізки (2 чи 3 хвилини на кожен з двох) або, якщо борт обладнаний приладом заміру відстані (DME), тоді розрахунок відрізків подаватиметься в морських милях, замість хвилин. Менш часті розвороти комфортніші для пасажирів та екіпажу. У випадках деяких обмежень авіапростору чи у зв'язку з погодою можуть бути призначені схеми очікування в лівобічному (проти годинникової стрілки) режимі.
В разі відсутності радіомаяка радіонавігаційною точкою може слугувати будь-яка точка в просторі, прокладена методом перехрещення двох VOR-радіалів або визначена при допомозі парного DME як певна відстань від VOR-маяка. При використанні DME вхідний (inbound, до радіонавігаційної точки) розворот може бути скоординований відстанню, а не часом. В майбутньому оснащені GPS судна зможуть виконувати маневри очікування за допомогою супутникових координат без прив'язки до наземних орієнтирів.
Зона очікування в режимі візуальних польотів є типово невелика колова схема довкола легко розпізнаваного орієнтира на землі, наприклад, моста, перехрестя доріг чи озера.

## Використання
Головна мета процедури очікування є відтермінування заходу на посадку літака, що прибув в аеропорт призначення, однак не може здійснити посадку через затор, погану погоду чи закриту на чистку чи через авіапригоду ЗПС. Кілька бортів можуть одночасно літати в тій самій зоні очікування, однак на різних висотах з інтервалом у 1000 футів або більше. Така організація роботи ЗО відома під назвою стек очікування. Новоприбулі борти додаються у стек зверху. Борт із самого низу стеку буде виведений із ЗО і допущений до заходу на посадку, решта бортів рухатимуться в порядку черги зверху вниз. В ряді випадків для контролю ЗО працює спеціальний авіадиспетчер стеку ЗО (анг. stack controller) для кожної окремої схеми ЗО.
Один аеропорт може мати різні зони очікування в залежності від схеми прибуття, ЗПС в роботі, або обмеження авіаційного простору по висотах. Борт зі статусом emergency (надзвичайна ситуація) матиме пріоритет на посадку незалежно від місця в стеку. Для решти бортів у стеку вихід із зони відтерміновується пропорційно часу виходу даного борта.

## Обмежене використання
Судно, літаючи колами (переважно нижче оптимальних ешелонів), неефективно використовує коштовні час та пальне. В зв'язку з цим органи повітряного контролю вживають всіх заходів для обмеження польотів в ЗО. Зокрема, наземні служби затримують борти (або рекомендують таке затримання екіпажам) в порту відправлення, якщо виникнення заторів при заході в порт призначення є на певний момент невідворотним.

## Політ за схемою
Багато бортів мають визначену виробником швидкість польоту в ЗО; нею є нижча за крейсерську швидкість, що заощаджує пальне. Зазвичай вона становить 210-265 вузлів IAS або 491 км/год. Швидкість також залежить від маси ПС на момент входу в ЗО. Якщо можливо, то екіпажі намагаються проходити ЗО із невипущеними механізацією (закрилками) та шасі, що економить пальне.
Процедури входу в зону очікування та точне її виконання є основами при тренуванні пілотів для інструментальних польотів, ці навички обов'язково перевіряються при складанні практичних іспитових польотів.
Сучасні системи автопілотів, озброєні комп'ютерами керування польотом (FMS) дозволяють запрограмувати зони очікування і виконувати їх в автоматичному режимі.

## Процедура входу
Вхід в зону очікування зазвичай є найскладнішим етапом освоєння процедури новачками, оскільки визначення та виконання необхідних дій для входу одночасно з керуванням літаком та спілкуванням з авіадиспетчером (особливо це стосується екіпажу з одного пілота) вимагає практики. Існує три типи входу: прямий, паралельний та зміщений (краплеподібний). Потрібний тип заходу визначається різницею між курсами польоту на радіомаяк та вхідного відрізка схеми ЗО (до уваги взятий стандартний напрям польоту ― за годинниковою стрілкою).
- Прямий вхід здійснюється так як зветься ― борт прямує до радіонавігаційної точки (holding fix) й відразу починає перший вихідний (outbound) розворот.
- Паралельний вхід передбачає, що борт летить до радіонавігаційної точки в протилежний бік (дещо збоку) від вхідного (inbound) відрізку (і паралельно вихідному) протягом хвилини, після чого розвертається і летить на точку, продовжуючи наче прямий вхід.
- У зміщеному (краплеподібному) вході борт летить на радіонавігаційну точку, пролітає діагонально закритий (внутрішній) простір ЗО, летить протягом хвилини, розвертається і прямує по вхідному відрізку до точки, звідки починає основну частину процедури.

Стандартні схеми входів в зону очікування
Прямий вхід (сектор 3)
Паралельний вхід (сектор 1)
Краплеподібний вхід (сектор 2)

При русі в зоні очікування проти годинникової стрілки, паралельний та зміщений типи відображаються дзеркально.

## Обмеження швидкостей
Максимальні швидкості IAS в ЗО встановлюються для збереження часу проходження вхідного/вихідного відрізків протягом хвилини (до 14000 футів, 1,5 хвилини ― якщо вище).
Згідно стандартів ICAO:
- < 14000 фт: 230 вузлів
- 14000-20000: 240
- 20000-34000: 265
- > 34000: 0,83 Mach

## Поклики
- Interactive Flash tutorial and holding entry trainer.
- Langley Flying School – IFR Rules and Procedures – En Route and Holds [Архівовано 3 липня 2013 у Wayback Machine.]
- Aeronautical Information Manual (AIM) paragraph 5-3-8